# 24 de maig
El 24 de maig és el cent quaranta-quatrè dia de l'any del calendari gregorià i el cent quaranta-cinquè en els anys de traspàs. Queden 221 dies per a finalitzar l'any.

## Esdeveniments
Països Catalans
- 1928 - la Vall de Ribes (el Ripollès): hi comencen les obres del tren cremallera de Ribes de Freser a Queralbs i Núria (que s'inaugurarà el 22 de març de 1931).[1]
- 1931 - Catalunya: els ajuntaments elegeixen l'assemblea que haurà de designar la Ponència Redactora de l'Avantprojecte de l'Estatut de Catalunya, que es reunirà a Núria durant el mes de juny.

Resta del món
- 1822 - Quito (Equador): batalla del Pichincha, que decideix la independència de l'Equador.[2]
- 1844 - Washington D.C. (EUA): Samuel Morse envia el missatge "What hath God wrought" (una cita bíblica, Nombres 23:23) des d'una sala del Capitoli dels Estats Units al seu ajudant, Alfred Vail, a Baltimore, Maryland, per inaugurar una línia telegràfica comercial entre Baltimore i Washington D.C.
- 1883 - Nova York (EUA): S'obre al trànsit el pont de Brooklyn, que uneix els barris de Manhattan i Brooklyn.
- 1895 - Taiwan: Es proclama la República de Formosa.
- 1915 - Primera Guerra Mundial: Itàlia declara la guerra a Àustria-Hongria.
- 1941 - Segona Guerra Mundial: Batalla de l'Estret de Dinamarca.[3]
- 1949 - França: Apareix publicat el primer volum de l'assaig El segon sexe, de Simone de Beauvoir, una fita del pensament feminista.[4]
- 2006 - Una revista finlandesa, 7päivää, va publicar la foto del cantant principal del grup de hard rock anomenat Lordi, cosa que va provocar l'enuig dels seus fans contra la revista.
- 2008 - Belgrad (Sèrbia), s'hi celebra la final del Festival de la Cançó d'Eurovisió 2008.[5]
- 2014 - Silkeborg (Dinamarca), primer campionat mundial de futbol a tres bandes

## Naixements
Països Catalans
- 1861 - Badalona, Antoni Bori i Fontestà, mestre, pedagog i escriptor català.
- 1897 - València: Joan Martínez Bàguena, compositor valencià, especialment de música per a l'escena (m. 1986).
- 1907 - Barcelona: Jordi Tell i Novellas, arquitecte i activista polític català, que va desenvolupar la seva trajectòria a Catalunya, Alemanya, Mèxic i Noruega (m. 1991).
- 1914 - València: Lluís Lúcia i Mingarro, advocat, cap de producció, guionista i director de cinema valencià (m. 1984).[6]
- 1936 - Esparreguera: Lluís Llongueras Batlle, perruquer i artista polifacètic català m. (2023).[7]
- 1952 - Arenys de Mar: Maria Teresa Bertran i Rossell –o Teresa d'Arenys–, narradora i poeta catalana (m. 2024).[8]
- 1954 - Barcelona: Francesc Martínez de Foix i Llorens fou activista social i president de la Federació Catalana d'Esports per a Persones amb Discapacitat Intel·lectual (m. 2017).[9]
- 1957 - Perpinyà: Jacqueline Irles, economista i política nord-catalana, alcaldessa de Vilanova de Raò des de 2001.[10]
- 1968 - Barcelona: Laura López Granell, poeta i professora catalana.
- 1985 - Mataró: Moon Ribas, artista avantguardista i activista cíborg catalana.[11]

Resta del món
- 1686, Gdańsk: Daniel Gabriel Fahrenheit, físic, enginyer i bufador de vidre alemany, conegut per la invenció del termòmetre d'alcohol (1709), el termòmetre de mercuri (1714) i pel desenvolupament d'una escala per a la mesura de temperatures (m. 1736).[12]
- 1819, Londres, Regne Unit: Reina Victòria del Regne Unit.[13]
- 1845, Les Arcs: Madeleine Lemaire, pintora i aquarel·lista francesa especialitzada en obres de gènere acadèmic i en flors (m. 1928).[14]
- 1852, Kilternan, comtat de Dublín: Phoebe Anna Traquair, artista irlandesa, vinculada al moviment Arts and Crafts. (m. 1936).[15]
- 1870, Colònia del Cap (Imperi Britànic): Jan Smuts, estadista de Sud-àfrica i de la Mancomunitat Britànica de Nacions, cap militar, naturalista i filòsof. Primer Ministre de la Unió Sud-africana des de 1919 fins a 1924 i des de 1939 fins a 1948 (m. 1950).[16]
- 1881, Michigan: Elizabeth Colwell, impressora, tipògrafa i escriptora nord-americana, creadora de la tipografia Colwell (m. 1954).[17]
- 1885, Marsella: María Luisa Navarro Margati, pedagoga espanyola i defensora dels drets de les dones.[18]
- 1889, Bellefonte, Pennsilvània: Anna Keichline, arquitecta i inventora americana, primera dona registrada com a arquitecta a Pennsilvània i inventora del "K brick".[19]
- 1891, Esmirna, Imperi Otomà: Klara Milch, nedadora austríaca jueva, medallista als Jocs Olímpics de 1912.[20]
- 1898, Cambridgeː Helen B. Taussig, important cardiòloga estatunidenca, fundadora de la cardiologia pediàtrica (m. 1986).[21]
- 1899, Compiègne, Picardia, França: Suzanne Lenglen, tennista francesa considerada una de les millors tennistes de tots els temps.[22]
- 1905, Krujilin, Imperi Rus: Mikhaïl Xólokhov, novel·lista soviètic, Premi Nobel de Literatura 1965 (m. 1984).[23]
- 1916, Torredelcampo, Jaén: Juanito Valderrama, cantaor de flamenc i copla (m. 2004).
- 1925, Västerås, Suècia: Mai Zetterling, actriu i directora de cinema sueca (m. 1994).[24]
- 1928, Unterseen, Suïssa: Adrian Frutiger, dissenyador de tipus suís (m. 2015).[25]
- 1939, Biarritz: Gina Pane, artista plàstica francesa (m. 1990).[26]
- 1940, Leningrad, Unió Soviètica: Joseph Brodsky, poeta Premi Nobel de Literatura de l'any 1987 (m. 1996).[27]
- 1941, Duluth, Minnesota: Bob Dylan (llavors Robert Allen Zimmerman), cantautor i Premi Nobel de Literatura de l'any 2016.[28]
- 1942, Edimburg (Escòcia): Fraser Stoddart, químic escocès, Premi Nobel de Química de 2016.[29]
- 1944, Chorrillos, Lima: Susana Baca, cantant, compositora, investigadora musical peruana, guanyadora de tres Premis Grammy, i ministra de Cultura del Perú.[30]
- 1945, Brooklyn, Nova York (EUA: Priscilla Presley, actriu i dona de negocis nord-americana, ex-dona d'Elvis Presley.
- 1946, Istanbul (Turquia): Tansu Çiller, economista i política turca, Primer Ministre de Turquia.[31]
- 1949, Lincoln, Regne Unit: Jim Broadbent, actor britànic.
- 1950, Royang, Hebei (Xina): Sun Chunlan, política xinesa, viceprimera ministra del Govern xinès de 2018 a 2023.[32]
- 1956, Kamuli, Uganda: Rebecca Kadaga, advocada i política ugandesa que ha estat presidenta del Parlament d'Uganda.[33]
- 1966, Marsella, França: Éric Cantona, actor i exfutbolista professional francès recordat per la seva etapa com a jugador del Manchester United.[34]
- 1970, Shanxi (Xina): Jia Zhangke (en xinès simplificat: 贾樟柯), productor, guionista i director de cinema xinés.[35]
- 1994, Aktobé, Kazakhstan: Dimaix Khudaiberguen, cantant i compositor kazakh.

## Necrològiques
Països Catalans
- 1720 - Girona: Miquel Joan de Taverner i Rubí, jutge de l'Audiència Reial i bisbe de Girona.[36]
- 1771 - Ferrara: Pere Ferrussola, religiós jesuïta olotí i professor universitari a Cervera.
- 1877 - Wentworth, Virginia Water, Surrey, Regne Unit: Ramon Cabrera i Grinyó, militar carlí (n. 1806).[37]
- 1941 - Paterna, l'Horta: Joan Baptista Peset i Aleixandre; metge, científic i polític valencià, rector de la Universitat de València entre 1932 i 1934; mor afusellat pel règim franquista (n. 1886).[38]
- 1943 - Barcelona: Carme Matas i Aurigemma, pianista i pedagoga catalana (n. 1869).[39]
- 1977 - Sant Pere de Ribes: Josepa Fornés, coneguda com a Pepeta o Pepita Fornés, actriu catalana de llarga trajectòria teatral.[40]
- 1999 - Terrassa: Rosa Puig i Llonch, compositora, pianista, professora (n. 1901).[41]
- 2004 - Surrey, Anglaterraː Maria Josep Colomer, primera aviadora de Catalunya i tercera de l'estat (n. 1913).
- 2014 - Sabadell: Lluís Subirana i Rebolloso, estudiós de la sardana (n. 1938).[42]

Resta del món
- 1543, Frombork, Regne de Polònia: Nicolau Copèrnic, astrònom polonès, fundador de l'astronomia moderna (n. 1473).[43]
- 1610, Mühlhausen, Turíngia: Joachim a Burck, compositor.
- 1665, Ágreda, Soriaː María Jesús de Ágreda, religiosa castellana, escriptora i mística i consellera de Felip IV (n. 1602).[44]
- 1817, Montpeller (França): Juan Meléndez Valdés, poeta, jurista i polític espanyol (n. 1754).[45]
- 1848, Meersburg: Annette von Droste-Hülshoff, important poeta i compositora alemanya (n. 1797).[46]
- 1850, Bristol: Jane Porter, novel·lista històrica, dramaturga i literata britànica (n. 1776).[47]
- 1863, París: Elisa de Lamartine, pintora, escultora, il·lustradora francesa (n. 1790).[48]
- 1879, Nova York,(EUA): William Lloyd Garrison,abolicionista, periodista i reformador social nord-americà (n. 1805).[49]
- 1890, Venèrca, França: Joan Baptista Noulet, investigador, arqueòleg i naturalista. Va fixar definitivament l'edat dels Pirineus (n. 1802).
- 1901, Otterbourne, Hampshire, Anglaterra: Charlotte Yonge, novel·lista (n. 1823).[50]
- 1919, Montevideo (Uruguai): Amado Nervo, poeta, literat i prosista mexicà (n. 1870).[51]
- 1936, Romaː Claudia Muzio, soprano lírica italiana (n. 1889).[52]
- 1971, Japó: Raichō Hiratsuka, activista social, escriptora i pionera del feminisme al Japó (n. 1886).
- 1972, Copenhaguen, Dinamarca: Asta Nielsen, actriu de cinema danesa i la primera gran estrella del cinema mut alemany (n. 1881).[53]
- 1974, Nova York, Estats Units: Duke Ellington, compositor estatunidenc de jazz (n. 1899).[54]
- 1989, USA: Bernice Eddy, viròloga i epidemiòloga estatunidenca (n. 1903).[55]
- 1995, Londres, Anglaterra: Harold Wilson, polític laborista, que fou primer ministre del Regne Unit en dues etapes: entre 1964 i 1970, i entre 1974 i 1976 (n.1916).[56]
- 2006, Pasadena (Califòrnia): Henry Bumstead, director artístic i cap decorador estatunidenc.
- 2010, Münsterlingen, Turgòvia, Suïssa: Anneliese Rothenberger, soprano alemanya (n. 1924 ?).[57]

- 2016, París: Bruno-René Huchez, productor i guionista francès
- 2019, Santa Fé, Nou Mèxic (EUA): Murray Gell-Mann, físic estatunidenc, Premi Nobel de Física de l'any 1969 (n. 1929).[58]
- 2023, Küsnacht, Suïssa: Tina Turner, cantant estatunidenca de rock i soul (n. 1939).

## Festes i commemoracions
- Festa local a Puig-reig, a la comarca del Berguedà
- Festa local a Sant Vicenç de Castellet, a la comarca del Bages

Calendari litúrgic
- Maria Auxiliadora.
  - translació del cos de Sant Domènec de Guzmán.

Santoral
Església Catòlica
- Sants i beats al Martirologi romà (2011):
  - Sant Manahen, profeta d'Antioquia;
  - Joana la Miròfora;
  - Sant Zoel, màrtir de Listra;
  - Sant Donacià i Rogacià de Nantes, màrtirs;
  - Sant Sèrvul, màrtir de Trieste;
  - Sant Màrtirs de Filipòpolis;
  - Sant Màrtirs de Filipòpolis;
  - Sant Vicenç de Lerins, monjo;
  - Sant Simeó Estilita el Jove, eremita;
  - Sant Agustí Yi Kwang-hon, Àgata Kim Agi i companys màrtirs.
  - Beat Felip de Piacenza, prevere;
  - Beat Juan de Prado, franciscà màrtir;
  - Beat Louis-Zéphérin Moreau, bisbe.
- Sants i beats que no apareixen al Martirologi vigent:
  - Santa Sara la Negra, personatge llegendari, patrona dels gitanos;
  - Santa Amàlia de Tavio, màrtir;
  - Sant Hubert de Bretigny, monjo;
  - Beat Benet de Gassino, benedictí;
  - Beat Guiu de Montpeller, fundador de l'Orde Hospitaler del Sant Esperit;
  - Beat Ponç de Planella, màrtir.
- Venerable Maria Jesús d'Ágreda; venerable Juan Alfonso Varela Losada y Samosa, fundador dels Frares Penitents de Jesús Natzarè
- Venerats a l'Orde de la Mercè:
  - beats Diego Alonso; Juan de Huete i Thomas Vasière.

Església Copta
- 16 Baixans: commemoració de l'evangelisme de Sant Joan l'Evangelista i de la consagració de la seva església a Alexandria.

Església Ortodoxa (segons el calendari julià)
- Se celebren els corresponents al 6 de juny del calendari gregorià.

Església Ortodoxa (segons el calendari gregorià)
Corresponen a l'11 de maig del calendari julià litúrgic:
- Sants Ciril i Metodi, iguals als apòstols, primers mestres dels eslaus;
- Sant Moci, màrtir d'Amfípolis;
- Sant Comgall, fundador del monestir de Bangor;
- Sant Nicodem de Sèrbia, arquebisbe;
- Sant Sofroni de les Coves de Kíev, reclòs;
- Sant Josep d'Astracan, metropolità;
- Sant Diòscur i Argir, màrtirs;
- Sant Bessarió, arquebisbe de Larissa;
- Sant Acaci de Mèsia, màrtir;
- Sant Wiro, missioner d'Irlanda als Països Baixos;
- Sant Rastislav I de Moràvia, príncep; commemoració de la fundació de Constantinoble com a capital de l'Imperi Romà (330).

Església d'Anglaterra
- Sants John Wesley, fundador del metodisme i Charles Wesley, el seu germà.

Església Episcopal dels Estats Units
- Nicolau Copèrnic i Johannes Kepler, astrònoms.

Esglésies luteranes
- Nicolau Copèrnic i Leonhard Euler, científics (commemoració); Ester, matriarca (commemoració).